# Johann Stadler
Pour les articles homonymes, voir Stadler.
Johann Nepumuk Stadler (6 mai 1755 à Bruck an der Leitha — 2 mai 1804 à Vienne) est un clarinettiste de l'Orchestre de Vienne et ami de Mozart.

## Biographie
Johann était particulièrement connu pour son duo clarinette/cor de basset avec son frère, Anton. En outre, il occupait le poste de premier clarinettiste à l'Orchestre de Vienne et son frère le second. Néanmoins sa célébrité a été éclipsée par ce dernier en raison des liens étroits qu'il entretenait avec Mozart.
Johann était également un franc-maçon. Inscrit à la même Loge que Mozart, certains morceaux pour ensemble de clarinettes comme les Divertimenti K 439 furent probablement composés pour un ensemble qui l'incluait avec son frère ainsi que Vincent Springer et Anton David. Mais contrairement à son frère, on ne lui connaît pas de morceau qui lui soit spécialement dédié.